# Daiki Enomoto
Daiki Enomoto (jap. 榎本 大輝, Enomoto Daiki; * 21. Juni 1996 in der Präfektur Chiba) ist ein japanischer Fußballspieler.

## Karriere
Daiki Enomoto erlernte das Fußballspielen in den Jugendmannschaften der Ichikawa Central Little Kids und Vivaio Funabashi SC, der Schulmannschaft der Chuo Gakuin High School sowie in der Universitätsmannschaft der Tokai Gakuen University. Von März 2018 bis Januar 2019 wurde er von der Tokai Gakuen University an den Erstligisten Nagoya Grampus ausgeliehen. Als Jugendspieler absolvierte er zwei Spiele in der ersten Liga, der J1 League. Nach Ende der Ausleihe wurde er von dem Club aus Nagoya fest verpflichtet. 2019 absolvierte er zwei Erstligaspiele. Der in der zweiten Liga, der J2 League, spielende Tokushima Vortis aus Tokushima lieh ihn ab Anfang 2020 aus. Mit Vortis feierte er 2020 die Zweitligameisterschaft und den Aufstieg in die erste Liga. Im Februar 2021 erfolgte eine Ausleihe zum Zweitligisten Ehime FC nach Matsuyama. Mit Ehime belegte er den 20. Tabellenplatz und stieg in die dritte Liga ab. Nach der Ausleihe kehrte er nach Nagoya zurück. Hier wurde sein Vertrag nicht verlängert. Von Februar 2022 bis April 2022 war er vertrags- und vereinslos. Ende April 2022 verpflichtete ihn der Viertligist Mio Biwako Shiga. Hier stand er bis Saisonende 2024 unter Vertrag. Für den Verein bestritt er 73 Ligaspiele. Hierbei erzielte er zwölf Treffer. Im Januar 2025 wechselte er zu dem ebenfalls in der vierten Liga spielenden FC Maruyasu Okazaki.

## Erfolge
Tokushima Vortis
- Japanischer Zweitligameister: 2020  ▲

## Sonstiges
Daiki Enomoto ist der Bruder von Keigo Enomoto.